# Musilova křižovatka
Musilova křižovatka je teoretický inženýrský koncept mimoúrovňového silničního křížení, který má za úkol umožnit plynulý silniční přechod mezi zeměmi s pravostranným a levostranným řízením. Autorem této myšlenky byl český inženýr Jiří Musil (1891–1960), profesor Vysokého učení technického v Brně. Tento koncept nebyl nikde na světě realizován, přestože se o něm uvažovalo při přestavbě přístavu v britském Doveru v 70. letech 20. století, neboť je spíše teoretickou hříčkou, protože nikde na světě neexistují podmínky, ve kterých by byl využitelný – pro samotnou svoji podstatu a především velkou nákladnost je využitelný především pro komunikace dálničního typu. 

## Princip
Musilova křižovatka vznikla jako teoretický koncept ve 30. letech 20. století na Vysokém učení technickém v Brně, kde byl tehdy ing. Musil vyučujícím na Stavební fakultě, neboť ve 30. letech se v ČSR začalo uvažovat o přechodu na pravostranné řízení (nakonec byl záměr uskutečněn až po zániku první republiky a obsazení zbytku Československa nacistickým Německem) a existovala obava, jak vyřešit případné problémy silničního přeshraničního styku mezi zeměmi s různými systémy řízení.
Musilova křižovatka předpokládá, že na styku zemí s pravo- a levostranným řízením bude vedena silnice tak, že jeden z pruhů (ideálně pouze jednoproudé silnice v jednom směru) bude veden mimoúrovňově a tudíž že v bodu styku, který se nazývá Musilovo křížení, vznikne situace, že jeden z pruhů bude veden pod úrovní toho druhého a tímto křižujícím podjezdem se z jednoho pruhu stane z pravostranného levostranný a naopak. Ze stavebního hlediska je Musilova křižovatka jen zvláštním druhem podjezdu, s tím rozdílem, že oba silniční pruhy se mimoúrovňově vzájemně kříží.

## Výhody a nevýhody
Musilova křižovatka je především teoretickou hříčkou, která doposud nikde na světě nenašla praktické uplatnění, neboť možnosti jejího využití jsou poměrně malá a samotné řešení je technicky i finančně nákladné, ale především pro možnost spojení dvou oblastí s různými typy řízení, představuje možnost, že by umožnila plynulý provoz bez nutnosti zvýšené pozornosti řidiče, neboť řidič jen pokračuje ve svém pruhu jízdy a po projetí Musilovou křižovatkou se ocitne v opačném systému řízení, aniž by musel výrazněji zpomalit či složitě posuzovat dopravní situaci.